# La conquista di Plassans
La conquista di Plassans (La conquête de Plassans) è un romanzo dello scrittore francese Émile Zola pubblicato nel 1874, il quarto del ciclo dei Les Rougon-Macquart. 

## Trama
La vicenda si svolge a Plassans, la culla dei Rougon-Macquart, una piccola città immaginaria simile a Aix-en-Provence alla quale Zola si ispira e il romanzo può considerarsi sotto molti aspetti come la continuazione del primo romanzo del ciclo, La fortuna dei Rougon del 1871.  La sua trama ruota attorno alla figura di un chierico e ai suoi intrighi politici che avranno conseguenze disastrose per alcuni degli abitanti della cittadina.
All'inizio del romanzo la vita domestica di François Mouret e di sua moglie e cugina Marthe, nata Rougon, appare nell'insieme serena, anche se François soffre di un disturbo ossessivo e Marthe risente chiaramente di una forma di malattia mentale che Zola fa risalire alle tare ereditarie della famiglia Rougon-Macquart.
Costoro hanno tre figli: Octave, Serge e Desirée. Octave è il figlio maggiore, ragazzo intelligente ma irresponsabile, Serge è il minore e il suo carattere è tranquillo ma introverso e Desirée soffre di handicap mentale.
La loro vita familiare viene distrutta dall'arrivo di uno strano chierico, l'abate Faujas, e di sua madre, che affittano una stanza nella casa dei Mouret.
Lentamente emerge che il misterioso straniero è arrivato in città per cercare di vincere l'influenza delle forze politiche attraverso una serie di intrighi machiavellici, trame, calunnie e insinuazioni procedendo a confondere la vita dei Mouret a tal punto che il debole François finisce in un istituto mentale, mentre la povera Marthe impazzisce veramente.
La reazione della gente della città è descritta in modo esemplare da Zola e le tattiche dei gruppi che si trovano a resistere alle macchinazioni dell'Abate Faujas sono molto acutamente osservate.
La narrazione si mantiene per tutto il romanzo ad un ritmo incalzante che serve a costruire un clima di sorprendente violenza e orrore. 
Anche se il romanzo mette in evidenza la battaglia tra gli interessi del clero e l'influenza politica governativa nella città di provincia del Secondo Impero, la sua forza non sta tanto nella descrizione del mondo politico, ma nel suo dramma umano.

## Edizioni italiane
- trad. di Edmondo Corradi, Treves, Milano 1880;  L'Elzeviriana ed., Firenze 1903; E. Voghera, Roma 1910
- trad. di Piera Guarino, Editori Riuniti, Roma 1960
- trad. di Ulisse Benedetti, introduzione di Edda Cantoni, Sansoni, Firenze 1973
- trad. e prefazione di Sebastiano Timpanaro, introduzione di Lanfranco Binni, Garzanti (Grandi libri n. 518), Milano 1993 ISBN 881158518X